# Setaria clivalis
Setaria clivalis là một loài thực vật có hoa trong họ Hòa thảo. Loài này được (Ridl.) Veldkamp miêu tả khoa học đầu tiên năm 1980.